# Östersjön (Kroppa socken, Värmland)
Östersjön är en sjö i Filipstads kommun och Storfors kommun i Värmland och ingår i Göta älvs huvudavrinningsområde. Sjön är 16,8 meter djup, har en yta på 9,09 kvadratkilometer och befinner sig 128 meter över havet. Sjön avvattnas av vattendraget Storforsälven (Skärjbäcken).

## Delavrinningsområde
Östersjön ingår i det delavrinningsområde (661066-141380) som SMHI kallar för Utloppet av Östersjön. Medelhöjden är 158 meter över havet och ytan är 28,02 kvadratkilometer. Räknas de 22 avrinningsområdena uppströms in blir den ackumulerade arean 287,45 kvadratkilometer. Storforsälven (Skärjbäcken) som avvattnar avrinningsområdet har biflödesordning 4, vilket innebär att vattnet flödar genom totalt 4 vattendrag innan det når havet efter 336 kilometer. Avrinningsområdet består mestadels av skog (50 procent). Avrinningsområdet har 9,09 kvadratkilometer vattenytor vilket ger det en sjöprocent på 32,4 procent. Bebyggelsen i området täcker en yta av 1,14 kvadratkilometer eller 4 procent av avrinningsområdet.